# الفتاوى الحامدية
الفتاوى الحامدية ( الأردية: فتاویِ حامدیہ) أو فتاوى الحميدية هي مجموعة رئيسية من الفتاوى والمجلات للفقه الحنفي من تأليف الباحث الإسلامي في المذهب السني في القرن 19 حامد رضا خان .  حيث جمع المؤلف في هذا الكتاب جميع الفتاوى الكبرى والصغرى المتعلقة بدين الإسلام.    

## أنظر أيضا
- الفتاوى الرضوية
- فتاوى الامجيري